# Idina Menzel
Idina Kim (Mentzel) Menzel (n. 30 mai 1971, New York City, New York, SUA) este o actriță, cântăreață și compozitoare americană.
După ce a cunoscut succesul pe scenă, în filme și în muzică, a primit titlul onorific de "Regina Broadway-ului" pentru realizările sale. Printre distincțiile sale se numără un American Music Award, un Billboard Music Award și un Tony Award, precum și nominalizări la trei Drama League Awards și patru Drama Desk Awards. În 2019, a primit o stea pe Hollywood Walk of Fame pentru contribuția sa la teatrul live.